# Cromosoma Y
Il cromosoma Y è uno dei due cromosomi che nei mammiferi determinano il sesso (l'altro cromosoma sessuale è il cromosoma X). In particolare la presenza della coppia XY determina il sesso maschile, mentre la combinazione XX quello femminile. Tra le coppie di cromosomi (23 coppie nell'uomo), ci si riferisce a X Y come eterosomi, per distinguerli dagli altri, definiti autosomi, che formano 22 coppie di cromosomi omologhi.
Nell'essere umano il cromosoma Y conta circa 65 milioni di paia di basi e rappresenta più del 2% del DNA aploide maschile. È approssimativamente lungo un terzo del cromosoma X, quindi la maggior parte dei geni presenti sull'X non ha il proprio corrispondente sul cromosoma Y. Si stima infatti che il cromosoma Y contenga 90 geni (contro i 1100-1200 del cromosoma X), molti dei quali localizzati nella regione MSY (maschio-specifica). Finora in tale regione sono state individuate 156 unità trascrizionali, tra le quali 78 codificanti e 78 non codificanti; tra le sequenze codificanti ne sono state annotate 60, appartenenti a 9 famiglie geniche (ad es. la famiglia delle globine), e 18 geni in copia singola. Il totale delle proteine prodotte è pari a 32.
Il cromosoma Y è un piccolo cromosoma acrocentrico, senza satelliti. La parte distale del braccio lungo, e quindi la maggior parte del DNA del cromosoma Y, è costituita da eterocromatina. L'eterocromatina non è codificante, quindi la sua variabilità in dimensioni da individuo a individuo non comporta evidenti effetti dannosi. Anche in altri Mammiferi il cromosoma Y è quello più povero di geni.
Venne denominato Y poiché durante la meiosi i due bracci piccoli (p) apparivano come un unico braccio, assumendo appunto la forma di una Y.

## Origine ed evoluzione
È noto che molti vertebrati non possiedono cromosomi sessuali, e la determinazione del sesso è dovuta a fattori ambientali o di sviluppo. Per esempio, alcuni rettili manifestano uno dei due sessi a seconda della temperatura di incubazione delle uova.
Analogamente, milioni di anni fa i progenitori dei Mammiferi erano soggetti ad una determinazione sessuale di tipo ambientale, regolata dalla temperatura durante lo sviluppo embrionale. Pertanto X e Y costituivano una normale coppia di autosomi omologhi. La loro storia diverge 300 milioni di anni fa, quando una mutazione diede origine a un allele che conferiva un enorme vantaggio riproduttivo all'individuo in suo possesso, poiché determinava il sesso indipendentemente dalla temperatura. L'aumento dell'idoneità riproduttiva era infatti dovuto al mantenimento di un rapporto tra i sessi ben definito (50:50) anche in condizioni ambientali mutevoli, che altrimenti avrebbero portato a un incremento sproporzionato del numero di femmine o di maschi nella popolazione, riducendo il tasso di riproduzione. Inoltre elevati sbalzi di temperatura potevano addirittura determinare il mancato sviluppo embrionale.
La selezione naturale ha poi garantito la preservazione di tale vantaggio, sfavorendo tutte le mutazioni a carico di SRY, l'elemento cruciale per la determinazione sessuale di tipo genetico. A tale scopo, durante l'evoluzione è sorta la cosiddetta “regione non ricombinante sull'Y” (NRY), che comprende SRY e altri geni nelle sue vicinanze. Con la riduzione del tasso di ricombinazione, tali geni hanno mantenuto le proprie caratteristiche nel tempo, e contemporaneamente la coppia ancestrale di autosomi si è sempre più diversificata fino a costituire gli attuali cromosomi sessuali X e Y. Ovviamente doveva essere garantito il loro appaiamento in meiosi, quindi era necessario che alcune regioni continuassero ad effettuare crossing over: è questo il ruolo delle PAR.
Durante l'evoluzione il crossing over tra X e Y è stato soppresso in cinque momenti diversi, ognuno dei quali ha coinvolto un differente segmento del cromosoma Y. L'ultimo di tali eventi è avvenuto 30 milioni di anni fa, ovvero 5 milioni di anni prima che la specie umana divergesse dalle Scimmie del Vecchio Mondo (es. Macaca mulatta). Recenti scoperte hanno dimostrato che, negli ultimi 25 milioni di anni, la perdita dei geni a livello della MSY umana ha coinvolto solo il segmento più “giovane” (strato 5), che comprende il 3% della MSY; pertanto gli strati più antichi (1-4), dove risiede il 97% del materiale genetico maschio-specifico, dovrebbero essere strettamente conservati tra i due gruppi di Primati. Attualmente la MSY umana comprende solo il 3% del materiale genetico degli autosomi ancestrali.
Altri dati risalgono a 30-50 milioni di anni fa, quando eventi di traslocazione portarono al recupero di geni dall'X da parte dell'Y, compresi in una regione non ricombinante. Ciò ha determinato la separazione degli Ominidi dal resto delle scimmie antropomorfe. Tali geni si trovano attualmente nella regione X-transposta specifica della MSY umana.
Tale teoria (che possiamo definire teoria dello sgretolamento) si basa sul fatto che nel corso degli ultimi 300 milioni di anni il cromosoma maschile Y si è evoluto rimpicciolendosi e perdendo centinaia di geni che invece il suo omologo al femminile ha mantenuto, tant'è che oggi il cromosoma Y umano conserva solo 19 degli oltre 600 geni che condivideva una volta con il suo partner ancestrale.
Ipoteticamente, una volta rimasto sul cromosoma Y il solo gene SRY, tale gene potrebbe essere traslocato sul cromosoma X (o su un autosoma), che diventerebbe il nuovo cromosoma determinante il sesso, e sarebbe così "riavviato" il processo evolutivo. Questo avvenimento si è già verificato in due specie di arvicole: in Ellobius tancrei entrambi i sessi hanno un solo cromosoma sessuale (X), mentre in Ellobious lutescens sia il maschio che la femmina possiedono due X.
Tuttavia l'idea dell'estinzione del cromosoma Y causata dall'accumulo di mutazioni nonsenso sembra un'ipotesi da scartare, poiché il meccanismo di conversione genica garantisce efficienza nella conservazione dell'integrità dei geni del cromosoma Y umano. A dimostrazione di ciò, recenti scoperte hanno messo in luce che il rapido decadimento iniziale dei geni ancestrali sull'Y è rallentato, raggiungendo un livello stabile nel tempo. È stato infatti confrontato il cromosoma Y dell'uomo con quello di due lontani antenati: il Macacus Rhesus, la cui linea evolutiva si è separata dalla nostra circa 25 milioni di anni fa, e lo scimpanzé (Pan paniscus), da cui ci siamo separati evolutivamente solo 6 milioni di anni fa.
Analizzando la sequenza del cromosoma Y del macaco, i ricercatori hanno osservato che esso si è mantenuto intatto nel corso di questi ultimi 25 milioni di anni, perdendo un solo gene. In base a tale studio si è giunti alla conclusione che agli inizi il cromosoma Y stava subendo una rapida degenerazione e perdita dei suoi geni, in seguito però si è stabilizzato. Non essendoci stata alcuna perdita di geni nel cromosoma Y del macaco e una sola perdita in quello umano, è ipotizzabile che in futuro non accadrà nulla al cromosoma Y.

### Conversione genica

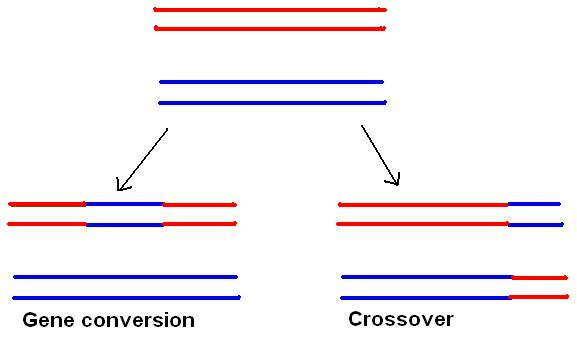
La differenza tra conversione genica e crossing over cromosomico.

È stato osservato che il meccanismo che ha condotto l'Y a divenire così come lo conosciamo oggi è anche causa della sua vulnerabilità. Infatti è noto che la ricombinazione tra cromosomi omologhi ha una funzione riparativa, poiché permette di correggere delle mutazioni. La MSY quindi, in assenza di tale meccanismo riparativo, rischiava di perdere quelle informazioni genetiche preservate proprio dalla mancata ricombinazione con l'omologo X.
L'Y ancestrale conteneva 1500-2000 geni, mentre al momento ne sono noti una novantina. Oltre ad aver subito delezioni che hanno portato al suo progressivo accorciamento, il cromosoma Y possedeva anche molte regioni inattive, che vennero definite ”DNA spazzatura”. Si presumeva quindi che il cromosoma Y fosse destinato a proseguire nel suo decadimento fino ad estinguersi.
Nel 2003, i ricercatori del Massachusetts Institute of Technology hanno scoperto un processo che rallenta il ritmo di accorciamento e degenerazione del cromosoma Y: l'Y umano è in grado di ricombinare con se stesso attraverso le proprie sequenze palindrome. Questo tipo di ricombinazione è chiamato "conversione genica" o "perdita ricombinazionale dell'eterozigosi".
La regione MSY è infatti caratterizzata da un'enorme quantità di sequenze ripetute, che ne hanno reso difficoltoso l'assemblaggio durante i lavori al Progetto Genoma Umano. Tali ripetizioni non sono testa-coda ma costituiscono dei palindromi, ovvero due ripetizioni invertite separate da un breve spaziatore. Dunque i geni testicolo-specifici sono in copie multiple sull'Y; ad es. DAZ è in 2 copie speculari (palindromi) presenti 2 volte sul cromosoma, per un totale di 4 copie. È interessante notare che l'omologia di sequenza dei palindromi è del 99.9-99.99%, superiore alla similarità degli alleli (99% per definizione). Pertanto si può affermare che le sequenze speculari della MSY si evolvono insieme comportandosi come degli alleli, ed effettuando crossing over intracromosomico compensano la mancata ricombinazione con il cromosoma X. In questo consiste il processo di conversione genica.
Dunque nel caso dell'Y le sequenze palindrome non costituiscono DNA spazzatura, ma contengono geni funzionanti e fondamentali per la fertilità maschile.

## Struttura e funzioni principali
Le cellule dei mammiferi (eccetto cellule anucleate come gli eritrociti) presentano una coppia di cromosomi sessuali: XX nelle femmine, XY nei maschi. Pertanto si parla, rispettivamente, di omozigoti (gameti contenenti l'X) e di emizigoti (gameti X e Y). Sull'Y è localizzato SRY (Regione determinante il Sesso sul cromosoma Y), tale gene sintetizza una proteina implicata nella determinazione primaria del sesso (cioè la determinazione del tipo di gameti prodotti dall'individuo e degli organi che li fabbricano): SRY (da notare che il gene SRY e la proteina SRY sono due cose diverse) la quale agisce da inibitore sul fattore antitesticolare prodotto dal gene DAX1 presente sul cromosoma X. Perciò nel maschio la proteina SRY sopprime l'inibitore della mascolinità codificato da DAX1, mentre nella femmina, dove la proteina SRY non è presente, DAX1 può agire inibendo la mascolinità.
Per quanto riguarda la determinazione secondaria del sesso, ossia le manifestazioni fenotipiche della mascolinità e della femminilità, i responsabili sono alcuni geni distribuiti sugli autosomi e sul cromosoma X, i quali controllano l'azione di ormoni quali il testosterone e gli estrogeni.
Oltre a SRY, altri geni sono coinvolti nella determinazione sessuale maschile. Essi sono situati sia sul cromosoma X (ad es. SOX3) che sugli autosomi (ad es. SOX9, importante per lo sviluppo della gonade in testicolo). SRY è quindi fondamentale, ma agisce all'interno di una rete di interazioni geniche, costituita da geni che lo controllano (ad es. DAX1, sull'X) e da geni che esso attiva (ad es. il gene codificante l'ormone antimulleriano). Sul cromosoma Y inoltre sono presenti molteplici geni responsabili della spermatogenesi.
I geni presenti nella regione eucromatica dell'Y costituiscono l'1% del genoma umano. L'eucromatina del cromosoma Y comprende 3 classi di sequenze:
- X-transposte: derivano dalle porzioni condivise dai cromosomi X e Y ancestrali e presentano il 99% di identità con X;
- X-degenerate: regioni con scarsa omologia con X;
- Ampliconi: sequenze lunghe ripetute, dirette o inverse (palindromi), che subiscono conversione genica; costituiscono circa un terzo del DNA eucromatico dell'Y.

È da notare che l'uomo possiede più geni della donna. Infatti, sebbene quest'ultima presenti due copie dell'X (i quali contengono comunque la stessa sequenza di codifiche del singolo X del genoma maschile), ed esso abbia un contenuto genico maggiore dell'Y, la donna non possiede quei geni che risultano localizzati esclusivamente sull'Y, che sono appunto maschio-specifici.
Il cromosoma Y, pur essendo considerato omologo di X, non è in grado di effettuare crossing over con esso durante la meiosi, eccetto che per piccole aree denominate “regioni pseudoautosomiche” (PAR), situate a livello dei telomeri di entrambi i cromosomi.
- PAR1: mappata sul braccio corto (p), ha un'estensione di 2.6 Mb e contiene circa 12 geni; è sempre coinvolta nel crossing over e la sua perdita è associata a infertilità maschile.
- PAR2: mappata sul braccio lungo (q), ha un'estensione di 320 kB e contiene i geni IL9R e SYBL1; può non essere presente sul cromosoma Y e non sempre è coinvolta nel crossing over.

Insieme, le PAR costituiscono il 5% della lunghezza totale del cromosoma e recano più della metà dei geni mappati sull'Y.
Esistono altri geni in comune tra X e Y, localizzati sul braccio lungo nei pressi del centromero, ma non possono essere definiti alleli omologhi perché la loro similarità è inferiore al 99%, e inoltre non si può affermare che siano appartenenti allo stesso locus dato che le mappe genetiche di X e Y sono differenti. La nomenclatura dell'Y è infatti diversa rispetto a quella della citogenetica classica. Partendo dall'estremità del braccio corto le regioni dell'Y umano sono le seguenti: PAR1 – 1 – 2 – 3 – 4 – 5 – 6 – 7 – PAR2.
La regione mediana del cromosoma Y è detta porzione maschio-specifica (MSY, male specific portion of Y) mentre la porzione intermedia del cromosoma X è nota come porzione non-pseudoautosomica dell'X (NPX, non-pseudoautosomal portion X). Queste due regioni non subiscono ricombinazioni durante la meiosi dato che non contengono alleli corrispondenti. Pertanto i cromosomi sessuali hanno una certa difficoltà nel riconoscersi, appaiarsi ed effettuare segregazione durante la meiosi maschile.
I geni localizzati sui cromosomi X e Y non sono esclusivamente coinvolti nella determinazione del sesso e dei caratteri sessuali. I geni presenti sul cromosoma X che non hanno l'equivalente sul cromosoma Y sono detti X-linked; viceversa, quelli situati unicamente sull'Y sono chiamati Y-linked.

## Geni
Nell'uomo il cromosoma Y contiene i seguenti geni:
- AMELY: amelogenina sull'Y;
- ANT3Y: adenin-nucleotide translocasi-3 sull'Y;
- ASMTY: acetilserotonin metiltransferasi sull'Y;
- AZF1: fattore 1 dell'azoospermia;
- AZF2: fattore 2 dell'azoospermia;
- BPY2: proteina basica sull'Y;
- CSF2RY: recettore per il fattore stimolante le colonie di granulociti-macrofagi, subunità alfa sull'Y;
- DAZ: gene deleto nell'azoospermia;
- IL3RAY: recettore per l'interleuchina 3;
- PRKY: protein chinasi legata all'Y;
- RBM1: motivo proteico legante l'RNA, cromosoma Y, famiglia 1, membro A1;
- RBM2: motivo proteico 2 legante l'RNA;
- SRY: regione determinante il sesso sull'Y;
- TDF: fattore di determinazione testicolare;
- TSPY: proteina testicolo-specifica;
- UTY: gene TPR trascritto ubiquitariamente sull'Y;
- ZFY: proteina a dita di zinco sull'Y.

## Aberrazioni cromosomiche
Nessun gene vitale risiede sul cromosoma Y, dal momento che gli individui femminili non lo posseggono.

### Nell'essere umano
L'unica malattia ben definita dovuta a un difetto nel cromosoma Y è la deficienza dello sviluppo testicolare, causata da delezione o mutazione inattivante della regione che comprende SRY. La manifestazione di ciò è la discrepanza tra sesso genotipico e sesso fenotipico, nota come “sex reversal”, ovvero inversione del sesso. Infatti un soggetto con cariotipo 46,XY, non possedendo il gene SRY funzionale, risulta fenotipicamente una femmina (ovviamente sterile, per mancanza del secondo X), così come un individuo 46,XX è fenotipicamente maschio se SRY si è trasferito sull'X per effetto del crossing over nella meiosi paterna. La frequenza di quest'ultima patologia è di 1:2000 nati, corrispondente alla frequenza di traslocazione di SRY da Y a X durante il crossing over a livello della PAR1, regione dell'Y confinante con il gene SRY. Se invece l'errore meiotico è avvenuto durante le prime divisioni embrionali, i maschi 46,XX possono risultare dei mosaici con cariotipo 46,XX/46,XY.
Altre patologie cromosomiche sono dovute ad una anormalità numerica (aneuploidia) dei cromosomi Y:
- La Sindrome di Klinefelter (47,XXY) è una trisomia causata, nel 70% dei casi, da un errore di segregazione dei cromosomi sessuali nella meiosi paterna. La frequenza di nati vivi è abbastanza alta, almeno 1:1000. Questi dati confermano la difficoltà di appaiamento dei cromosomi X e Y durante la meiosi maschile. La sindrome generalmente viene diagnosticata solo nell'età adulta, quando si riscontrano sterilità o ginecomastia. Alcuni individui possono risultare mosaici 47,XXY/46,XY.Meccanismo che causa la Sindrome di Klinefelter (XXY)

Meccanismo che causa la Sindrome di Klinefelter (XXY)

- I soggetti con cariotipo 48,XXYY, 48,XXXY o 49,XXXXY (fenotipi Klinefelter-simili) presentano ritardo mentale e problemi comportamentali.
- La Sindrome di Jacobs (47,XYY) è una trisomia causata dalla presenza di una copia eccedente di Y per ogni cellula del maschio. I ricercatori non sono certi che la presenza di una copia in più dell'Y sia associata all'alta statura e ai problemi di apprendimento di alcuni soggetti; gli effetti infatti sono variabili e spesso minimi o non rilevabili. Una indagine sui cariotipi, fatta negli anni Sessanta, riportò che una percentuale di soggetti affetti più alta di quella prevista era stata riscontrata nei carcerati; così fu ipotizzato che l'Y eccedente predisponesse i giovani a comportamenti antisociali (fu così battezzato il "cariotipo criminale"). Indagini più serie sulla popolazione hanno dimostrato che l'associazione era dovuta al fatto che, in generale, ragazzi e uomini con problemi di apprendimento erano statisticamente più inclini a commettere crimini e dunque gli effetti non erano legati direttamente all'Y eccedente.
- Alti gradi di polisomia Y (per esempio: XYYYY) sono rarissimi. In questi casi il DNA in eccesso può portare ad anormalità scheletriche, decremento dell'IQ, e ritardo nello sviluppo, ma i sintomi sono variabili.
- Altre condizioni possono derivare da un Y incompleto e spesso si presentano come deficienze dello sviluppo testicolare. Si possono riscontrare malformazioni (o non formazione) dei genitali e dei testicoli di varia gravità, in particolare nel caso di sindromi da mosaico (alcune cellule con Y normale e altre con Y incompleto). Quando il frammento dell'Y è minimale e non funzionale, il neonato risulta solitamente una femmina che manifesta caratteristiche simili alle femmine X0 affette da Sindrome di Turner. Tale sindrome può caratterizzare anche individui maschili, nel caso rarissimo in cui lo zigote abbia ricevuto dal padre un cromosoma X recante SRY (per traslocazione dall'Y) e allo stesso tempo non abbia ricevuto alcun cromosoma sessuale dalla madre.

Le tre principali mutazioni cromosomiche: delezione (1), duplicazione (2) e inversione (3).

Esistono anche aberrazioni a carico della struttura dell'Y: delezioni, anelli, isocromosomi, inversioni, traslocazioni.
Riguardo alle delezioni, se il frammento perduto è molto piccolo si parla di microdelezioni. La microdelezione può sfuggire all'osservazione citogenetica, poiché non è visibile con un semplice allestimento del cariotipo. Per individuare tali mutazioni è richiesta infatti la metodica dell'ibridazione fluorescente in situ (FISH), che si basa sull'uso di sonde di DNA marcate; se il frammento complementare alla sonda è assente sul cromosoma, non sarà visibile il segnale fluorescente, e si potrà quindi affermare di essere in presenza di una microdelezione.
Microdelezioni a carico della regione MSY possono coinvolgere geni responsabili della spermatogenesi, causando quindi oligospermia (carenza di spermatozoi) e azoospermia (assenza di spermatozoi). Pertanto le microdelezioni del cromosoma Y sono la causa genetica più frequente di infertilità maschile, e la loro alta incidenza è legata proprio alla peculiare struttura dell'Y.
Se le cellule immunitarie perdono il cromosoma Y, è molto probabile lo perdano anche le cellule tumorali, dando luogo a forme patologiche iper-aggressive e a un sistema immunitario malfunzionante. Per tale motivo, viene esaminato il cromosoma Y delle cellule CAR-T prima che siano reinfuse nei pazienti maschi.